# Resolució 1015 del Consell de Seguretat de les Nacions Unides
La Resolució 1015 del Consell de Seguretat de les Nacions Unides fou adoptada per unanimitat el 15 de setembre de 1995. Després de reafirmar les resolucions sobre la situació a l'antiga Iugoslàvia, en particular les resolucions 943 (1994), 970 (1995), 988 (1995) i 1003 (1995) el Consell va prendre nota de les mesures adoptades per la República Federal de Iugoslàvia (Sèrbia i Montenegro) per mantenir el tancament de la frontera amb Bòsnia i Hercegovina i, per tant, estendre la suspensió parcial de sancions contra Sèrbia i Montenegro per uns altres 180 dies fins al 18 de març de 1996.
Es va observar que la frontera es mantenia tancada, excepte per ajuda humanitària i els esforços de Sèrbia i Montenegro en aquest sentit. Hi va haver una major cooperació entre Sèrbia i Montenegro i la Missió de la Conferència Internacional sobre l'antiga Iugoslàvia.
Actuant en virtut del Capítol VII de la Carta de les Nacions Unides, es van suspendre les sancions internacionals imposades a Sèrbia i Montenegro fins a 18 de març de 1996. Es procedirà a aplicar les restriccions i les disposicions de les Resolucions 943 i 988. La situació continuaria sent objecte de revisió pel Consell de Seguretat.